# Linognathus saccatus
Linognathus saccatus är en insektsart som först beskrevs av Paul Gervais 1845.  Linognathus saccatus ingår i släktet Linognathus och familjen nötlöss. Inga underarter finns listade i Catalogue of Life.